# Blaze Bayley
Blaze Bayley (Birmingham, Inglaterra, 29 de maio de 1963) é um cantor e compositor inglês. No início de sua carreira, fundou o Wolfsbane e atuou como vocalista, posteriormente entrou no Iron Maiden, e atualmente segue em sua banda solo Blaze Bayley.

## Biografia

### Primeiros anos (1985-1998)
Blaze não era tão conhecido quando integrava o Wolfsbane (1985-1994), banda que na época integrava o cenário underground, mesmo tendo lançado bons álbuns Live Fast, Die Fast (1989) e Wolfsbane (1994).
Em 1994 teve a difícil missão de substituir Bruce Dickinson como vocalista do Iron Maiden. Logo após ser admitido na banda, sofreu um acidente de motocicleta e lesionou gravemente um dos joelhos, o que fez com que o início da turnê de The X Factor, primeiro disco que gravara com a banda, fosse adiada. Mesmo após sua recuperação, Bayley não podia se movimentar muito no palco por sequelas da lesão. A pouca mobilidade no palco, quando comparada às performances teatrais de Dickinson, não eram satisfatórias para o público. O lançamento do álbum ocorreu em 1995 e Bayley teve boas interpretações em Man on the Edge (de sua autoria, em parceria com Janick Gers) e em Sign of the Cross, que tiveram sucesso junto ao público. Porém, a recepção a ele e ao novo álbum não atingiu as expectativas.
Em 1998, mesmo com o sucesso das canções Futureal e The Clansman, que se juntaram à outros clássicos da banda, o álbum Virtual XI não teve a recepção desejada. Em 1999, devido aos desempenhos medianos de The X Factor e de Virtual XI, somado à falta de dinâmica de Bayley no palco, Steve Harris se reaproximou de Bruce Dickinson, que voltou ao Iron Maiden. Com o frontman de volta, Blaze Bayley foi demitido da Donzela de Ferro.

### Carreira Solo

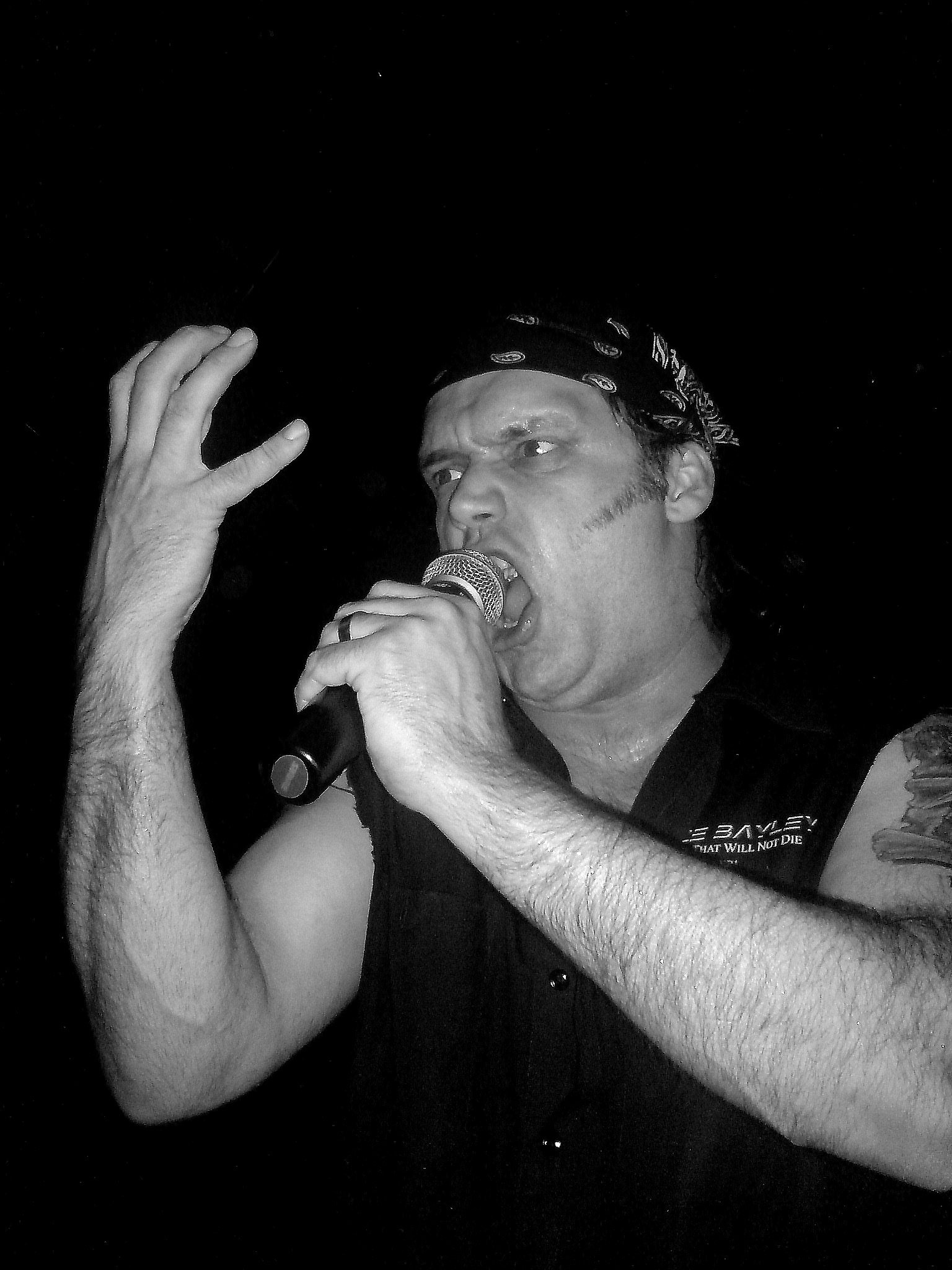
Blaze Bayley em concerto em Estocolmo.

Logo após a demissão, decidiu seguir em carreira solo. Após um concurso para selecionar os novos membros de sua banda (com músicos de vários países enviando gravações), Bayley optou por formar um time britânicos de extrema competência. Ainda em meados de 1999, começaram a compor material para o álbum de estreia.
Em maio de 2000, foi lançado pelo selo alemão SPV Records, Silicon Messiah, primeiro trabalho solo da nova banda, intitulada simplesmente Blaze. A temática do álbum envolve a inteligência artificial e o mundo do silício. Suas características marcantes são as guitarras pesadas, a bateria direta, baixo de primeira linha. Alguns críticos chegaram a eleger como um "clássico de todo o Heavy Metal". Além de Bayley, a banda contava com John Slater e Steve Wray nas guitarras, Rob Naylor no baixo e Jeff Singer na bateria.
Em 2002 Blaze lançou seu segundo álbum de estúdio, Tenth Dimension. O nome e as letras são ligados à física quântica e ao conhecimento secreto que cientistas e autoridades possuem sobre o mundo em que vivemos. Segundo o conteúdo do álbum, os homens não conhecem a realidade, que é camuflada por um discurso retórico.
Em 2003, após sucesso na Europa, Blaze lançou o álbum ao vivo As Live As It Gets, com gravações de shows realizados na Inglaterra e na Suíça, realizados em 2002.
Após as gravações, o baterista Jeff Singer deixou a banda, sendo substituído por Phil Greenhouse. Em março de 2003 o baixista Rob Naylor saiu da banda, sendo substituído por Wayne Banks. Em junho do mesmo ano, o baterista Greenhouse interrompe suas atividades com a banda e Jason Bowld o substitui.
Em abril de 2004 o álbum Blood & Belief é lançado. O disco é uma autobiografia das dificuldades suportadas por Blaze em sua vida pessoal: separação da esposa, demissão de músicos da banda, problemas com o produtor, entre outros acontecimentos. Nas músicas, Blaze contou como os problemas aconteceram e como os superou. Em seguida, Jason Bowld sai e Dave Night assume a bateria para a turnê. O clipe da música Hollow Head foi gravado na casa de Blaze.
Nos anos de 2004 e 2005 a formação da banda estava sendo constantemente alterada. Em julho depois de alguns shows para promoção do álbum Blood and Belief, foi anunciada a saída dos dois últimos membros originais, os guitarristas John Slater e Steve Wray. O baterista Dave Night e o baixista Wayne Banks comunicam o desligamento da banda.
Em 2007, Blaze gravou o DVD Alive in Poland. A formação da banda contava com: Rich Newport e Nick Bermudez (guitarras), Dave Bermudez (baixo) e Rico Banderra (bateria). Essa junção fez apenas quatro shows e em junho Blaze rompe com o empresário e com o baterista. Em novembro é anunciada a saída de Newport. Lawrenve Paterson assume a bateria.
Em 2008, sua esposa Debbie torna-se a nova empresária da banda. Blaze lançou o álbum The Man Who Would Not Die de forma independente, com seu próprio selo (gravadora), a fim de ter mais liberdade em seu trabalho e menos pressões externas. O disco teve boa repercussão e foi considerado pela crítica um dos melhores lançamentos do Heavy Metal na década. Participaram da concepção do disco Nick Bermudez e Jay Walsh (guitarras), Dave Bermudez (baixo) e Lawrence Paterson (bateria). Em julho, Debbie foi diagnosticada com câncer no cérebro e veio a falecer em dia 27 de setembro de 2008.
Ainda em 2008 foi gravado o DVD That Night Will Not Die.
Em fevereiro de 2010, com a mesma formação, produziu Promise and Terror, com promoção de lançamento em show na Grécia. Com o disco, lançado em fevereiro daquele ano, Blaze Bayley mostrou que estava vivo, esbanjando vigor nas apresentações ao vivo. No meio da turnê Larry Peterson deixou a banda e foi substituído por Claudio Tirincanti.

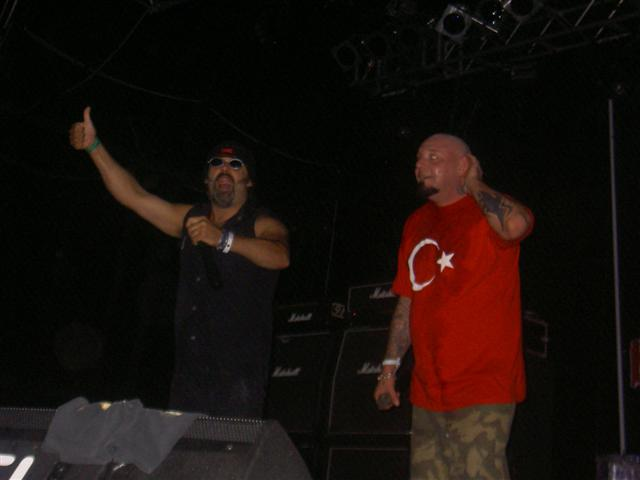
Blaze Bayley e Paul Di'Anno

## Formação Atual
- Blaze Bayley - Vocais (1999 – presente)
- Thomas Zwijsen Guitarra (Dezembro 2011 – presente)
- Como segunda guitarra, baixo a bateria, Blaze Bayley utiliza ocasionalmente membros de bandas locais.
- Na América Latina a banda Tailgunners formada por, Raphael Gazal, Lennon Biscassi, Gustavo Franceschet e Lely Biscasse são a banda que acompanham o vocalista, e na turnê brasileira Blaze é acompanhado pelas bandas BEST MAIDEN COVER e MAIDEN HELL TRIBUTE BAND.

## Antigos membros
- Steve Wray - guitarra (Março 1999-Julho 2004)
- John Slater - guitarra (Março 1999-Julho 2004)
- Rob Naylor - baixo (Março 1999-Março 2003)
- Jeff Singer - bateria (Março 1999-janeiro 2003)
- Jason Banks - guitarra (dezembro 2003) substituiu John Slater
- Luca Princiotta - guitarra (Setembro 2004-Janeiro 2007)
- Oliver Palotai - guitarra (Setembro 2004-Janeiro 2007)
- Rich Newport - guitarra (Março 2007–Novembro 2007)
- Wayne Banks - baixo (Abril 2003-Julho 2004)
- Nick Douglas - baixo (Setembro 2004-Fevereiro 2005)
- Christian Ammann - baixo (Abril 2005-Janeiro 2007)
- Phil Greenhouse - bateria (Janeiro–Junho 2003)
- Jason Bowlds - bateria (Agosto 2003–Março 2004)
- Dave Knight - bateria (Abril-Julho 2004)
- Daniel Löble - bateria (Setembro 2004-Fevereiro 2005)
- Daniel Schild - bateria (Abril 2005-Janeiro 2007)
- Rico Banderra - bateria (Março-Maio 2007)
- Lawrence "Larry" Paterson - bateria (Novembro 2007–Maio 2010)
- Nick Bermudez - guitarra (Março 2007-Março 2011)
- Jay Walsh - guitarra (Novembro 2007-Março 2011)
- Dave Bermudez - baixo (Março 2007-Março 2011)
- Steve Deleu - guitarra (2011)
- Nick Meganck - baixo (abril-dezembro 2011)
- Dave Andrews -guitarra (2011)

## Turnês
- Silicon Messiah Tour 2000-2001
- Tenth Dimension Tour 2002
- As Live as It Gets Tour 2003
- Blood And Belief Tour 2004-05
- Confusion Fusion Tour março/abril 2007
- Soundtrack Of My Life Acustic Tour agosto/outubro 2007
- Guess The Line Up Tour outubro/dezembro 2007
- The Tour That Will Not Die 2008-2009
- Promise And Terror Tour 2010-2011
- Infinite Entanglement Tour 2016

## Discografia

### Com o Soulspell Metal Opera
- Hollow's Gathering Participação na Faixa "The Keeper's Game" (2012)
- Soulspell "We Got The Right" (Feat.  Blaze Bayley, Arjen Anthony Lucassen, Matt Smith (Theocracy), Michael Vescera e Tim Ripper Owens) - Helloween Brazilian Tribute "30 Years Of Happiness” (2015)

### Com o Wolfsbane
- Live Fast, Die Fast (1989)
- All Hell's Breaking Loose Down at Little Kathy Wilson's Place (1990)
- Down Fall The Good Guys (1991)
- Massive Noise Injection (1993)
- Wolfsbane (1994)
- Wolfsbane Save the World (2012)

### Com o Iron Maiden
- 1995 - The X Factor
- 1996 - Best of the Beast (coletânea)
- 1998 - Virtual XI

### Carreira solo
- Silicon Messiah (2000)
- Tenth Dimension (2002)
- As Live As It Gets (2003)
- Blood & Belief (2004)
- The Man Who Would Not Die (2008)
- The Night That Will Not Die (live, 2009)
- Promise And Terror (2010)
- The King of Metal (2012)
- Infinite Entanglement (2016)
- Endure And Survive (2017)
- The Redemption Of William Black (2018)
- December Wind (2018)
- War With Me (2021)

### DVDS
- Live at Dudley (2001) (Bootleg "Oficial")
- Alive in Poland (2007)
- The Night That Will Not Die (2009)